# Kai Sturm
Kai Christian Sturm (* 28. Oktober 1960 in Dortmund, Deutschland) ist ein deutscher Medienmanager, der seit 2019 die Position als Co-Unterhaltungschef von RTL Deutschland besetzt.

## Privatleben
Kai Sturm wuchs auf im Dortmunder Stadtteil Aplerbeck als ältestes Kind mit zwei jüngeren Schwestern. Heute lebt Sturm mit seiner Familie in der Pfalz.

## Karriere
Nach Abschluss seines Abiturs 1977 arbeitete Sturm zunächst als Schauspieler und Musiker beim Kinder- und Jugendtheater der Stadt Essen. Danach folgten Tätigkeiten als Dirigent des Mülheimer Zupforchesters sowie Sprecher und Puppenspieler beim Marionettentheater Heinz Peter Schmälter in Lünen. Dazu kamen Tätigkeiten als freier Mitarbeiter des WDR für Radio, Reportagen und Moderationen. Von 1981 bis 1985 studierte er an der Folkwanghochschule Essen Instrumentalpädagogik und klassische Gitarre. Sturm absolvierte sein Examen zum Staatlich geprüften Musiklehrer mit Auszeichnung im Hauptfach Gitarre mit Nebenfach Fagott.
Von 1983 bis 1987 arbeitete Sturm als Musiklehrer der Städtischen Musikschule Gelsenkirchen in den Fächern Gitarre und Kindermusiktheater. Seit 1988 jedoch kehrte Sturm den klassischen Tätigkeiten als Musiklehrer den Rücken zu und fing an im Club Aldiana zu arbeiten, wo er in Fuerteventura, Türkei und Senegal seinen Tätigkeiten zunächst als Musikanimateur und später dann als Chefanimateur nachging.
Ende 1989 ging Sturm zurück nach Deutschland, wo er anfing in München als Redakteur und Moderator bei Radio Belcanto zu arbeiten, welches das erste deutsche Klassikradio der Gong Gruppe darstellte. Der Sender wurde jedoch im September 1990 eingestellt, worauf Sturm dem Job als Voice Over und Redakteur bei REG GRUNDY Television München nachging, den er parallel zum Beruf als Radiomoderator hatte. Jedoch war Sturm dort nur kurz und fing zeitlich danach an, ab Ende 1990, bei der RTL Television in Köln als Redakteur und später als Producer zu arbeiten.
Von 1993 bis 1996 war Sturm Producer, später Executive Producer für John de Mol Produkties, Hilversum und John de Mol Produktion in Köln, welches später als Endemol Entertainment bekannt wurde. Hier war Sturm verantwortlich für zahlreiche Projekte, unter anderem für Shows wie Traumhochzeit (RTL), 100.000 Mark Show (RTL), Nur die Liebe zählt (RTL + Sat.1), Die Surprise Show (RTL), Showlympia (ARD) oder Die Bravo Geburtstagsparty (Sat.1), um nur einige zu nennen. 1996 wurde Sturm Leiter der Entwicklung bei Endemol Entertainment. Ab 1998 wechselte Sturm zurück zu RTL als Executive Producer und war dort hauptsächlich involviert in die Entwicklung und Produktion, Lizenzeinkauf und die Formatsichtung der Prime Time. Außerdem verantwortete Sturm Shows wie Domino Day, Hans Klok Special und Wer Wird Millionär?, bei der er die erste Staffel einrichtete und das Coaching von Günther Jauch übernahm. Doch auch hier war Sturm nicht länger als knapp 2 Jahre und gründete im Januar 2000 als Gesellschafter und Geschäftsführer die Stormy Entertainment GmbH, welche später zur Eyeworks GmbH wurde. Stormy Entertainment Produzierte und entwickelte für RTL, VOX, SAT.1, WDR, ATVplus und ZDF (Quizshows, Events, Dokusoaps, Musikspecials, Specials). Hierzu gehörten auch Lizenzdeals mit RAI Due, TV1 Belgium, BBC etc.
2004 verließ Sturm seine eigene Firma und fing an, bei Constantin Entertainment als Executive Producer zu arbeiten. Hier entwickelte und produzierte er Shows für RTL Television, SAT.1, KABEL 1, ZDF etc. Mit seiner Show "Clever! – Die Show, die Wissen schafft" wurde Sturm im Jahr 2005 mit dem Deutschen Fernsehpreis in der Kategorie beste Unterhaltungssendung ausgezeichnet.
Ab Juli 2006 wechselte Sturm erneut zur RTL-Mediengruppe und besetzte den Job als Chefredakteur der VOX Television GmbH. Als Mitglied der Geschäftsführung war er verantwortlich für das Non Fiktionale Programm (Magazine, Nachrichten, Reportagen, Doku Formate, Tiersendungen, Shows), sowie die Format-Entwicklung und die Herstellungsleitung diverser Shows. Hier gewann er 2007 für "Das Perfekte Dinner" den ersten Deutschen Fernsehpreis für den Sender. Andere bekannte Sendungen für die Sturm verantwortlich war, sind Shows wie: Shopping Queen (Deutscher Fernsehpreis 2014), First Dates, Tüll und Tränen, Ab ins Beet, Cover my Song (Deutscher Fernsehpreis 2012), Höhle der Löwen, Kitchen Impossible (Deutscher Fernsehpreis 2017, 2018), Grill den Henssler/Kocharena (Bambi 2014), Sing meinen Song - Das Tauschkonzert (Deutscher Fernsehpreis 2014, Bambi 2015, Echo 2015), 4 Stunden Dokus.
Seit 2019 besetzt Sturm die Position des Co-Unterhaltungschefs von RTL Deutschland und verantwortet seitdem Formate wie Deutschland sucht den Superstar, Das Supertalent, Bauer sucht Frau, Sommerhaus der Stars, Master of Sweets etc.